# Henrique Gabriel
Henrique Gabriel, igualmente conhecido pelo pseudónimo H.Gabriel (Vila Cova de Alva, Arganil, 12 de maio de 1960 - Lisboa, 11 de setembro de 2023), foi um artista plástico português. A sua carreira artística abrangeu um variado leque de disciplinas, como azulejaria, pintura, e escultura, além de design gráfico.

## Biografia
Nasceu em 12 de Maio de 1960, na freguesia de Vila Cova de Alva, no concelho de Arganil. Após a conclusão do ensino secundário, foi aluno no curso de Artes Plásticas da ARCA, em Coimbra, e no curso de Design Gráfico da ARCO, em Lisboa.
Profissionalizou-se como artista em 1978, como parte da ARCA, e expôs pela primeira vez em 1981, no âmbito de uma mostra colectiva do Movimento de Artistas de Coimbra. Fez várias exposições a título individual ou colectivo na Madeira e outros pontos de Portugal, na Galiza, Barcelona e Nova Iorque. As suas obras foram muito influenciadas pelas viagens que fez até Santiago de Compostela como peregrino, desde 1997, tendo-se desde então dedicado principalmente à pintura e azulejaria. Em 18 de Abril de 2012 apresentou a dissertação O Estranho Caminho de Santiago no ciclo de conferências Conversas de Peregrinos, realizadas no Convento de Cristo, em Tomar.
Entre as exposições em que participou encontram-se a do Caminho de Santiago, organizada em 2001 na Casa da Xuventude de Galícia, em Lisboa, e Salut a Carlos Lança, que teve lugar em 2008 na Biblioteca Municipal de Ovar, em conjunto com Carlos Alcobia, Luz Henriques, Carlos Lança, Licínio Saraiva e Bruno Varatojo. Em Abril desse ano, também fez a exposição individual Rostos de Abril na First Gallery, em Lisboa, onde retratou várias figuras proeminentes da cultura portuguesa ligadas à Revolução de 25 de Abril de 1974, como Adriano Correia de Oliveira, Carlos Paredes, José Carlos Ary dos Santos, Manuel Alegre, Mário Viegas e José Afonso. Em 2014 apresentou a mostra Rostos das Palavras de Abril na vila de Aljezur, que foi exibida novamente em 2017, na vila da Moita. Em 2015 foi um dos artistas convidados para uma exposição no Espaço Arte da Livraria Europa-América, em conjunto com os pintores Alfredo Luz e Gustavo Fernandes, o escultor João Limpinho, e o fotógrafo José de Almeida.
Publicou igualmente vários trabalhos de banda desenhada educativa, destinada a crianças e jovens, tendo sido o autor das capas da revista Nova Águia, e das obras Agostinho da Silva e Livro de Cavalaria. Destacam-se também os seus trabalhos digitais. Em 2016 lançou o livro Arte Digital. Aquando do seu falecimento estava a preparar o livro-álbum H.GABRIEL - imagética do pensamento & pintura objectual de culto, que incluía um ensaio crítico de José-Luís Ferreira.
Faleceu em Lisboa, em 11 de Setembro de 2023, aos 63 anos de idade, devido a uma doença pulmonar.

## Obras
- Fiat Lux (2009)
- Em Cima Como Em Baixo (2009)
- Dualidade I (2009)
- Dualidade II (2009)
- Nascimento (2009)
- Conhecimento (2009)
- Caminho de Santiago (2015)
- Hormonas de Sisifo (2016)
- Covid Stop III (2020)

- Utopia Zero ou a Vestigialidade Reminiscente-Emersa na Mensagem duma Remota Era dos Atlantes (2020)
- Hormonas para Sísifo, José-Luis Ferreira (texto), Henrique Gabriel (imagem), 2013 (ebook)
- Arte Digital, Henrique Gabriel. - 1ª ed. - [S.l. : s.n.], 2016. - [96] p. : il. ; 22 cm. - ISBN 978-989-20-6446-8

Capas e ilustrações da Colecção Mestres da Língua Portuguesa, Bibliografia Nacional Portuguesa:
- 1 - Da pátria à frátria da língua / Jorge Chichorro Rodrigues ; il. Henrique Gabriel. - 1ª ed. - Lisboa : MIL - Movimento Internacional Lusófono ; Linda-a-Velha : DG, 2022. - 264, [7] p. : il. ; 15 cm. - (Mestres da língua portuguesa ; 32). - ISBN 978-989-53656-9-2
- 2 - Luís de Camões / Jorge Chichorro Rodrigues ; il. Henrique Gabriel. - 2ª ed. - Lisboa : MIL - Movimento Internacional Lusófono ; Linda-a-Velha : DG, 2022. - 81, [6] p. : il. ; 15 cm. - (Mestres da língua portuguesa. Narrativa poética ; 4). - ISBN 978-989-99620-0-2
- 3 - Teixeira de Pascoaes / Jorge Chichorro Rodrigues ; il. Henrique Gabriel. - 1ª ed. - Lisboa : MIL - Movimento Internacional Lusófono ; Linda-a-Velha : DG, 2022. - 201, [6] p. : il. ; 15 cm. - (Mestres da língua portuguesa. Narrativa poética ; 31). - ISBN 978-989-53656-3-0
- 4 - Jorge Amado, narrativa poética / Jorge Chichorro Rodrigues ; il. Henrique Gabriel. - 1ª ed. - Lisboa : MIL - Movimento Internacional Lusófono ; Linda-a-Velha : DG, 2022. - 233, [6] p. : il. ; 15 cm. - (Mestres da língua portuguesa ; 30). - ISBN 978-989-53483-2-9
- 5 - Eça de Queiroz / Jorge Chichorro Rodrigues ; il. Henrique Gabriel. - 2ª ed. - Lisboa : MIL - Movimento Internacional Lusófono ; Linda-a-Velha : DG Edições, 2021. - 71, [8] p. : il. ; 15 cm. - (Mestres da língua portuguesa. Narrativa poética ; 2). - ISBN 978-989-53284-2-0
- 6 - Carolina Maria de Jesus / Jorge Chichorro Rodrigues ; il. Henrique Gabriel. - 1ª ed. - Lisboa : MIL - Movimento Internacional Lusófono ; Linda-a-Velha : DG Edições, 2021. - 144, [7] p. : il. ; 15 cm. - (Mestres da língua portuguesa. Narrativa poética ; 29). - ISBN 978-989-53284-1-3
- 7 - Francisco José Tenreiro / Jorge Chichorro Rodrigues ; il. Henrique Gabriel. - 1ª ed. - Lisboa : MIL - Movimento Internacional Lusófono ; Linda-a-Velha : DG Edições, 2021. - 102, [7] p. : il. ; 15 cm. - (Mestres da língua portuguesa. Narrativa poética ; 28). - ISBN 978-989-53135-9-4
- 8 - Cecília Meireles / Jorge Chichorro Rodrigues ; il. Henrique Gabriel. - 2ª ed. - Lisboa : MIL - Movimento Internacional Lusófono ; Linda-a-Velha : DG Edições, 2021. - 70, [7] p. : il. ; 15 cm. - (Mestres da língua portuguesa. Narrativa poética ; 1). - ISBN 978-989-53135-0-1
- 9 - José Craveirinha / Jorge Chichorro Rodrigues ; il. Henrique Gabriel. - 2ª ed. - Lisboa : MIL - Movimento Internacional Lusófono ; Linda-a-Velha : DG Edições, 2021. - 55, [8] p. : il. ; 15 cm. - (Mestres da língua portuguesa. Narrativa poética ; 5). - ISBN 978-989-53135-5-6
- 10 - Camilo Castelo Branco / Jorge Chichorro Rodrigues ; il. Henrique Gabriel. - 1ª ed. - Lisboa : MIL - Movimento Internacional Lusófono ; Linda-a-Velha : DG Edições, 2021. - 177, [6] p. : il. ; 15 cm. - (Mestres da língua portuguesa. Narrativa poética ; 27). - ISBN 978-989-53135-4-9
- 11 - Antero de Quental / Jorge Chichorro Rodrigues ; il. Henrique Gabriel. - 1ª ed. - Lisboa : MIL - Movimento Internacional Lusófono ; Linda-a-Velha : DG Edições, 2021. - 77, [6] p. : il. ; 15 cm. - (Mestres da língua portuguesa. Narrativa poética ; 26). - ISBN 978-989-53032-6-7
- 12 - Fernando Sylvan / Jorge Chichorro Rodrigues ; il. Henrique Gabriel. - 1ª ed. - Lisboa : MIL - Movimento Internacional Lusófono ; Linda-a-Velha : DG Edições, 2020. - 140, [4] p. : il. ; 15 cm. - (Mestres da língua portuguesa. Narrativa poética ; 23). - ISBN 978-989-54908-5-1
- 13 - Era uma vez... Fernão Lopes / Jorge Chichorro Rodrigues. - 1ª ed. - Lisboa : MIL - Movimento Internacional Lusófono ; Linda-a-Velha : DG Edições, 2020. - 106, [4] p. : il. ; 15 cm. - (Mestres da língua portuguesa. Narrativa poética ; 24). - ISBN 978-989-54908-8-2
- 14 - Fernão Mendes Pinto / Jorge Chichorro Rodrigues ; il. Henrique Gabriel. - 1ª ed. - Lisboa : MIL - Movimento Internacional Lusófono ; Linda-a-Velha : DG Edições, 2021. - 161, [6] p. : il. ; 15 cm. - (Mestres da língua portuguesa. Narrativa poética ; 25). - ISBN 978-989-53032-5-0